# Jorge Wagner
Jorge Wagner Góes Conceição, ou simplesmente Jorge Wagner (Feira de Santana, 17 de novembro de 1978), é um ex-futebolista brasileiro que atuava como meia, lateral-esquerdo e ponta.

## Carreira
Vindo de Feira de Santana, cidade do interior baiano, chegou a Salvador para atuar nas categorias de base do Bahia, mas teve uma passagem de dois anos pelo maior rival do clube, o Vitória, entre 1992 e 1994, retornando ao tricolor em seguida. Foi promovido ao time profissional anos depois, se firmando como titular em 1999, após a contusão do então titular Bebeto Campos. Despontou de vez no cenário nacional durante a Copa João Havelange, em 2000.
Foi contratado então pelo Cruzeiro, onde ficou por duas temporadas. Teve uma passagem rápida pelo Lokomotiv Moscou, e foi emprestado ao Corinthians, que buscava um camisa 10. Na decisão do Campeonato Paulista daquele ano, contra o São Paulo, marcou dois gols. 
Voltou para a Rússia, mas depois de um ano foi novamente emprestado, desta vez ao Internacional de Porto Alegre, pelo qual conquistou a Copa Libertadores da América de 2006. Logo depois dessa conquista, foi vendio pelo time russo ao Betis. 
No início de 2007 foi emprestado ao São Paulo, que o contratou em definitivo no final do ano. Pelo clube, conquistou dois Campeonatos Brasileiros, sendo sempre destaque no meio-campo.
No dia 8 de setembro de 2010, completou 200 jogos com a camisa do Tricolor, na vitória por 2 a 0 sobre o Flamengo, dando uma assistência para o segundo gol do jogo, marcado por Fernandão.
No final de 2010 assinou com o Kashiwa Reysol por duas temporadas.
Em 2011 foi campeão da J-League pelo Kashiwa Reysol. Apesar dos rumores de que voltaria ao Brasil, em 2012, faltando mais um ano para que o seu contrato com o clube japonês se encerrasse, Jorge Wagner renovou seu vínculo até o final de 2014.
No final de 2013 Jorge Wagner assinou com o Botafogo por duas temporadas. Jorge Wagner demonstrou interesse de defender o clube pela tradição do clube e pela vontade de jogar a Libertadores.      
Na sua estreia com a camisa do Botafogo pelo campeonato carioca fez um dos gols, de falta no 2 a 1 contra o Madureira em São Januário. 
Em 24 de julho de 2014, o jogador acertou a rescisão de seu contrato com o Botafogo, que vencia no fim de 2014, e vai retornar ao futebol japonês. Ele vai firmar um vínculo de dois anos de duração com o Kashima Antlers, que tem como treinador o brasileiro Toninho Cerezo. Entrou em acordo com os dirigentes e definiu a sua saída de forma amigável.
Seis meses depois, não conseguindo se firmar em seu retorno ao futebol japonês (foram apenas oito jogos disputados), e alegando o desejo de retornar ao Brasil junto à sua família, acertou a rescisão de seu contrato para atuar pelo Vitória, sendo oficializado pelo rubro-negro baiano no dia 20 de janeiro. Marcou seu primeiro gol na 2ª rodada do Campeonato Baiano, numa vitória por 2 a 0 sobre o Serrano.

## Títulos
Bahia
- Campeonato Baiano: 1998 e 1999

Cruzeiro
- Copa Sul-Minas: 2001 e 2002
- Supercampeonato Mineiro: 2002

Corinthians
- Campeonato Paulista: 2003

Lokomotiv Moscou
- Campeonato Russo: 2004

Internacional
- Campeonato Gaúcho: 2005
- Copa Libertadores da América: 2006

São Paulo
- Campeonato Brasileiro: 2007 e 2008

Kashiwa Reysol
- Campeonato Japonês: 2011
- Copa do Imperador: 2012 e 2013[11]
- Supercopa Japonesa: 2012
- Copa da Liga Japonesa: 2013

### Outras Conquistas
Internacional
- Troféu João Saldanha: 2005

- Troféu Osmar Santos: 2007
- Troféu João Saldanha: 2007 e 2008

## Prêmios individuais
| Ano  | Premiação                    | Prêmio                  | Time          | Resultado | Ref.   |
| ---- | ---------------------------- | ----------------------- | ------------- | --------- | ------ |
| 2005 | Prêmio Craque do Brasileirão | Melhor lateral-esquerdo | Internacional | 3º lugar  | [ 12 ] |
| 2007 | Prêmio Craque do Brasileirão | Melhor meia-esquerda    | São Paulo     | 3º lugar  | [ 13 ] |

## Estatísticas

### Clubes
| Clube             | Temporada         | Campeonato nacional | Campeonato nacional | Copa nacional[a] | Copa nacional[a] | Competições continentais[b] | Competições continentais[b] | Outros torneios[c] | Outros torneios[c] | Total | Total |
| Clube             | Temporada         | Jogos               | Gols                | Jogos            | Gols             | Jogos                       | Gols                        | Jogos              | Gols               | Jogos | Gols  |
| ----------------- | ----------------- | ------------------- | ------------------- | ---------------- | ---------------- | --------------------------- | --------------------------- | ------------------ | ------------------ | ----- | ----- |
| São Paulo         | 2007              | 34                  | 4                   | —                | —                | —                           | —                           | —                  | —                  | 34    | 4     |
| São Paulo         | 2008              | 36                  | 2                   | —                | —                | —                           | —                           | —                  | —                  | 36    | 2     |
| São Paulo         | 2009              | 34                  | 7                   | —                | —                | 6                           | 0                           | 17                 | 3                  | 57    | 10    |
| São Paulo         | 2010              | 21                  | 0                   | —                | —                | 7                           | 0                           | 15                 | 1                  | 43    | 1     |
| São Paulo         | Total             | 125                 | 13                  | —                | —                | 13                          | 0                           | 32                 | 4                  | 170   | 17    |
| Kashiwa Reysol    | 2011              | 33                  | 11                  | 2                | 0                | 4                           | 0                           | 3                  | 1                  | 40    | 12    |
| Kashiwa Reysol    | 2012              | 33                  | 8                   | 3                | 1                | 7                           | 0                           | 4+1                | 1+1                | 47    | 11    |
| Kashiwa Reysol    | 2013              | 27                  | 2                   | 5                | 2                | 10                          | 2                           | 3+1                | 0                  | 46    | 6     |
| Kashiwa Reysol    | Total             | 91                  | 21                  | 10               | 3                | 21                          | 2                           | 12                 | 3                  | 134   | 29    |
| Total na carreira | Total na carreira | 216                 | 34                  | 10               | 3                | 34                          | 2                           | 44                 | 7                  | 304   | 46    |

- a. ^ Jogos da Copa do Brasil e League Cup
- b. ^ Jogos da Copa Libertadores
- c. ^ Jogos do Campeonato Paulista e Copa do Imperador